# Insulinetherapie
Insulinetherapie is de behandeling van mensen die lijden aan diabetes door hen extra insuline toe te dienen.
Bij patiënten met diabetes type 1 maakt het lichaam zeer weinig tot geen insuline aan, en is het noodzakelijk in alle voor het lichaam noodzakelijke insuline te voorzien uit externe bron. Bij patiënten met diabetes type 2 is de werkzaamheid van de door het lichaam aangemaakte insuline verminderd, en wanneer deze werking zodanig verminderd is dat andere medicijnen niet voldoende helpen moet ook bij hen extra insuline uit externe bron toegediend worden.
Insulinetherapie is geen geneesmiddel in die zin dat ze niet leidt tot genezing. In principe zal een diabetes-patiënt de rest van zijn leven afhankelijk zijn van deze therapie.
Insuline is opgenomen in de lijst van essentiële geneesmiddelen van de WHO.

## Doel
Het pancreas (alvleesklier) van iemand zonder diabetes geeft voortdurend, dag en nacht, kleine hoeveelheden insuline af aan de bloedsomloop. Daarnaast wordt er tijdens en na een maaltijd een grotere hoeveelheid insuline (ook wel bolus genoemd) geproduceerd om de glucose van het voedsel te verwerken. Het doel van insulinetherapie is om deze natuurlijke insulinehuishouding zo goed mogelijk na te bootsen.

## Wijze van toediening
In tegenstelling tot andere bloedsuikerregulerende middelen kan insuline niet oraal worden toegediend omdat het in het maag-darmkanaal wordt afgebroken voordat het in het bloed kan worden opgenomen. Insuline kan op verschillende manieren toegediend worden, direct in het bloed (intraveneus) of, meer gebruikelijk, door een onderhuidse (subcutane) injectie.
Toedienen van insuline kan door:
- een "gewoon" infuus.
- injecties met een insulinepen,
- een insulinepomp,

Anders:
- een inhaler (inhaleerbare insuline)

De meest gebruikte toedieningsvormen zijn injecties en de insulinepomp. Een intraveneus infuus wordt alleen gebruikt in een ziekenhuissetting bij noodgevallen (bijvoorbeeld in het geval van ketoacidose).

### Injecties
Insulineinjecties worden in het algemeen door de patiënt zelf uitgevoerd met behulp van een injectiepen. Hiervoor wordt door de behandelaar, in samenspraak met de patiënt, een schema opgesteld (ook wel "regime" genoemd). In dit schema wordt vastgelegd welke soorten insuline gebruikt worden en wanneer deze toegediend dienen te worden.
Het doel is om de insulineafgifte van een gezond pancreas zo goed mogelijk na te bootsen maar de patiënt ook zo veel mogelijk flexibiliteit te geven. Om dit te bereiken wordt er vrijwel altijd gebruikgemaakt van een combinatie van langwerkende of middellangwerkende insulines en kortwerkende of ultrakortwerkende insulines. De (middel)langwerkende soort wordt 1 of 2 keer per etmaal toegediend en dient om de basale, continue insulineafgifte van het pancreas na te bootsen. De (ultra)kortwerkende soort wordt meerdere keren per dag toegediend, meestal vlak voor een maaltijd, om de verhoogde insulineafgifte van het pancreas tijdens en na de maaltijd na te bootsen.

### Insulinepomp
Een insulinepomp zorgt ervoor dat er voortdurend insuline wordt toegediend. Deze methode wordt vooral gebruikt bij patiënten bij wie het gebruik van injecties geen goede resultaten oplevert, bij patiënten voor wie het (zelf) toedienen van injecties problematisch is (zoals kleine kinderen) en bij zwangere vrouwen.
Naast de voortdurende toediening van basale insuline zorgt een pomp ook voor verhoogde afgifte tijdens de maaltijd. Dit laatste gebeurt echter niet automatisch maar in opdracht van de drager.
In uitzonderlijke gevallen kan een insulinepomp in het lichaam geplaatst worden.

### Inhaler
Inhaleerbare insuline is een poedervormige insuline die na inhalatie in de longen terechtkomt en via de longen naar de bloedsomloop wordt getransporteerd. Geïnhaleerde insuline heeft dezelfde werking als geïnjecteerde (kortwerkende) insuline en dient gebruikt te worden in combinatie met een langwerkende insuline.
In 2005 en 2006 werd er in Engeland en in de VS inhaleerbare insuline op de markt gebracht. Dit bleek echter geen succes en de ontwikkeling en productie van inhaleerbare insuline is in 2008 vrijwel helemaal gestopt.

## Soorten
Medicinale insuline bestaat uit een speciale samenstelling van insuline en andere, aanvullende, stoffen. Deze aanvullende stoffen vertragen de absorptie van de insuline in het lichaam of versnellen deze juist. De werkzame insuline zelf is (tegenwoordig) meestal een speciale variatie van natuurlijke menselijke insuline die een insulineanalogon wordt genoemd. Ook deze insulineanaloga hebben tot doel de werkingssnelheid en werkingsduur van de insuline te veranderen.
De keuze van een combinatie van insulines (een snelwerkende en een langwerkende) en de tijdstippen waarop deze toegediend worden is erop gericht de natuurlijke insuline-afgifte van een gezond pancreas zo dicht mogelijk te benaderen en de patiënt tegelijkertijd zo veel mogelijk comfort te bieden.
(Middel)langwerkende insuline wordt gebruikt om de basale insuline-afgifte van een gezond pancreas na te bootsen. Snel- en kortwerkende insuline dient om de verhoogde insuline-afgifte tijdens en na de maaltijd na te bootsen. Dit wordt een bolus genoemd.
De verschillende soorten insuline:
| Categorie         | Werkt binnen.. | Optimale werkingstijd 1 | Maximale werkingstijd 2 | Doel   | Voorbeelden        |
| ----------------- | -------------- | ----------------------- | ----------------------- | ------ | ------------------ |
| snelwerkend       | 0 - 15 min.    | 1 - 3 uur               | 2 - 5 uur               | bolus  | Novorapid, Humalog |
| kortwerkend       | 30 min.        | 1 - 4 uur               | 7 - 9 uur               | bolus  | Actrapid           |
| middellangwerkend | 90 min.        | 4 - 12 uur              | 20 - 24 uur             | basaal | NPH                |
| langwerkend       | 30 - 60 min.   | 12 - 24 uur             | 24 uur                  | basaal | Lantus, Levemir    |

1 De periode dat de insuline optimaal werkt.

2 De periode dat de insuline in het lichaam aanwezig is en werkzaam is.

## Resultaat
Het succes van een insulinetherapie op de lange termijn hangt niet alleen af van de gekozen therapie, maar ook van andere factoren zoals de therapietrouw en het dieet van de patiënt. Een insulinetherapie is succesvol als de patiënt (over het algemeen) een bloedsuikergehalte heeft dat binnen het gewenste interval valt. Voor diabetici is dit ongeveer tussen de 4 mmol/l en 10 mmol/l.

## Zelfcontrole en regulatie
(Zelf)controle en regulatie zijn belangrijk voor het succes van een insulinetherapie. Zelfcontrole vindt plaats door het meten van het bloedsuikergehalte. Dit gebeurt meestal één of meer keren per dag met behulp van een glucosemeter. Controle door een behandelaar vindt plaats door middel van een HbA1c-meting, waarmee het gemiddelde bloedsuikergehalte over de laatste 2 of 3 maanden vastgesteld kan worden. Op basis van de gemeten waarden vindt (zelf)regulatie plaats: het aanpassen van de hoeveelheden toegediende insuline en eventueel de tijdstippen waarop dit plaatsvindt.
Zelfcontrole is ook noodzakelijk bij insulinetherapie om hypoglykemie (een te lage bloedsuikerspiegel) te voorkomen of in ieder geval op tijd te signaleren. Naarmate een insulinetherapie meer succes heeft en er sprake is van betere bloedsuikerwaarden, is de kans op hypoglykemie hoger. Omdat een hypoglykemie vaak niet alleen erg vervelend is maar ook potentieel gevaarlijk (onbehandelde hypoglykemie kan dodelijk zijn), is het van belang deze op tijd op te merken en te bestrijden.
Termen:
Bloedglucosespiegel ·
Glykemische index ·
Hyperglykemie ·
Hypoglykemie ·
Insuline ·
Insulineanalogon ·
Pancreas

Hulpmiddelen:
Glucosemeter ·
Inhaleerbare insuline ·
Insulinepen ·
Insulinepomp ·
Prikpen

Insuline:
Snelwerkend:
Insuline lispro ·
Insuline aspart ·
Insuline glulisine
Kortwerkend:
Gewoon insuline
Middellangwerkend:
NPH-insuline
Langwerkend:
Insuline glargine ·
Insuline detemir

Bedrijven en leveranciers:
Eli Lilly ·
Novo Nordisk ·
Sanofi-aventis ·
Pfizer